# (17067) 1999 GF19
A (17067) 1999 GF19 a Naprendszer kisbolygóövében található aszteroida. A LINEAR projekt keretében fedezték fel 1999. április 15-én.